# Greatest Hits (No Mercy)
Greatest Hits è una raccolta di brani del gruppo musicale statunitense No Mercy, pubblicata il 2 marzo 2007 dall'etichetta discografica MCI.

## Tracce
CD (MCI 88697 04282 2 (Sony BMG) / EAN 0886970428224)
1. Missing (I Miss You Like The Deserts Miss The Rain) - 3:58 (Ben Watt, Tracey Thorn)
2. Where Do You Go - 4:28 (Frank Farian, Peter Bischof-Fallenstein)
3. When I Die - 4:35 (Frank Farian, Peter Bischof-Fallenstein, Diane Warren, Dietmar Kawhol)
4. Please Don't Go - 4:00 (Frank Farian, Mary S. Applegate, Peter Bischof-Fallenstein, Marty Cintron)
5. Kiss You All Over - 4:28 (Nicky Chinn, Mike Chapman)
6. Hello How Are You (Radio edit) - 4:20 (G. Mart, R. Dalton, P. Nelson, Franz Reuther)
7. More Than a Feeling - 4:34 (Tom Scholz)
8. My Promise to You - 3:59 (Dino Esposito, Rebecca Byram)
9. D'Yar Mak R - 3:50 (Robert Plant, John Bonham, J. Jones)
10. Baby Come Back - 4:00 (Peter Beckett, John Charles Crowley)
11. Full Moon - 4:27 (S. Cassini)
12. You Really Got Me - 4:25 (Frank Farian, Peter Bischof-Fallenstein, G.Mart, P.G. Wylder)
13. Conzuela biaz - 3:27 (Frank Farian, Michael O'Hara, Catherine Courage)
14. More, More, More - 3:18 (Frank Farian, Peter Bischof-Fallenstein)
15. Baby I Was Made for Loving You - 4:31 (Frank Farian, Peter Bischof-Fallenstein, Dietmar Kawhol, G. Mart, P. Nelson)
16. Don't Make Me Live without You - 4:01 (Diane Warren)